# Daniele Grassi
Daniele Grassi (* 27. Januar 1993 in Bellinzona) ist ein Schweizer Eishockeyspieler, der seit Juli 2020 erneut beim HC Ambrì-Piotta aus der Schweizer National League unter Vertrag steht und dort auf der Position des Flügelstürmers spielt. Mit dem SC Bern gewann Grassi im Jahr 2019 die Schweizer Meisterschaft.

## Karriere
Grassi erlernte das Eishockeyspielen in der Jugendabteilung des HC Ambrì-Piotta. Im Verlauf der Saison 2010/11 erhielt er erste Einsatzminuten in Ambrìs Herrenmannschaft in der National League A (NLA) und wurde in den folgenden Jahren zum Stützpfeiler des Teams.
Am 23. Dezember 2015 gab Ambrìs NLA-Konkurrent EHC Kloten bekannt, Grassi ab der Saison 2016/17 unter Vertrag genommen zu haben. Obwohl die Mannschaft im ersten Jahr noch den Schweizer Cup gewonnen hatte, stieg Grassi im Frühjahr 2018 mit Kloten aus der Nationalliga ab. Zuvor hatte das Team 56 Jahre in der höchsten Liga des Landes gespielt. Zur Spielzeit 2018/19 wechselte er daher zum SC Bern. Mit dem SCB gewann der Flügelstürmer im Frühjahr 2019 die Schweizer Meisterschaft.
Zur Saison 2020/21 kehrte Grassi zu seinem Heimatverein HC Ambrì-Piotta zurück. Mit dem Klub, dessen Mannschaftskapitän er seit seiner Rückkehr ist, gewann er zum Jahresende 2022 die 94. Auflage des traditionsreichen Spengler Cups.

### International
Grassi vertrat die Schweiz in den Altersklassen U16, U17, U18 und U20 auf internationaler Ebene. Dabei nahm er an der U18-Junioren-Weltmeisterschaft 2011 teil.

## Erfolge und Auszeichnungen
- 2017 Schweizer Cupsieger mit dem EHC Kloten
- 2019 Schweizer Meister mit dem SC Bern
- 2022 Spengler-Cup-Gewinn mit dem HC Ambrì-Piotta

## Karrierestatistik
Stand: Ende der Saison 2024/25

### International
Vertrat Schweiz bei:
- U18-Junioren-Weltmeisterschaft 2011

(Legende zur Spielerstatistik: Sp oder GP = absolvierte Spiele; T oder G = erzielte Tore; V oder A = erzielte Assists; Pkt oder Pts = erzielte Scorerpunkte; SM oder PIM = erhaltene Strafminuten; +/− = Plus/Minus-Bilanz; PP = erzielte Überzahltore; SH = erzielte Unterzahltore; GW = erzielte Siegtore; 1 Play-downs/Relegation; Kursiv: Statistik nicht vollständig)